# Teleskopkugelschreiber

Prinzip eines Teleskopkugelschreibers

Ein Teleskopkugelschreiber ist eine Kombination von Kugelschreiber und aus Teleskopelementen zusammengesetztem Zeigestab. Auseinandergezogen misst er über 1/2 m Länge. Zusammengeschoben ist er als normales Schreibgerät nutzbar. An der Spitze ist er zuschraubbar. 
Teleskopkugelschreiber werden vielfach als Werbegeschenk verbreitet.